# 보고르 궁전

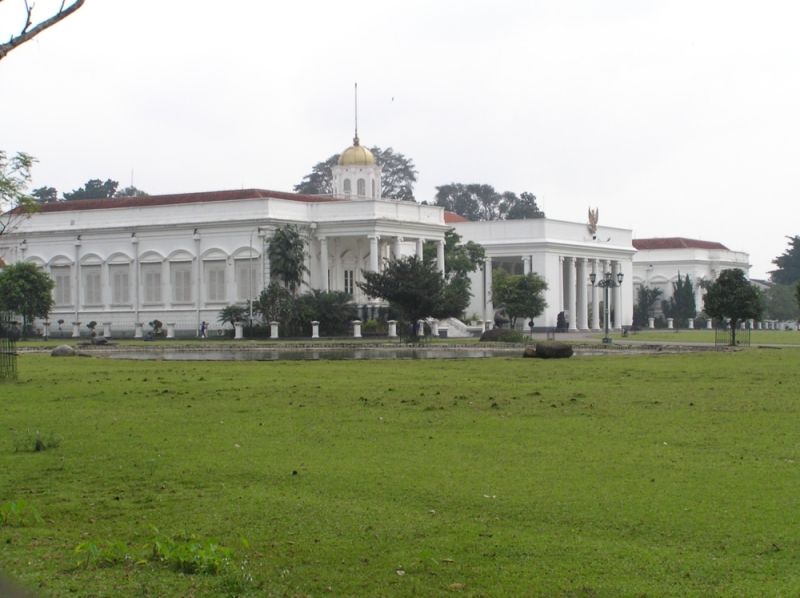
보고르 궁전

보고르 궁전(인도네시아어: Istana Bogor)은 인도네시아의 6개 대통령궁 중 하나이다. 특이한 건축양식을 표방하였고 역사적 특징을 갖고 있어 돋보이는 곳으로 꼽힌다. 1968년에 개인이 아닌 단체 관광객만을 대상으로 일반에 공개되었으며, 이는 인도네시아의 대통령의 명령에 따른 것이다. 매년 관광객은 만 명에 이른다. 정원도 볼거리로 꼽힌다. 전체 면적은 284,000 m2이다.

## 역사
보고르 궁전은 원래 자와섬이 네덜란드의 식민 지배를 받던 당시에 지어진 건물로서 1744년 8월에 네덜란드의 정치인이 자와섬을 직접 통치하고, 행정에 간섭하려던 목적으로 설치한 건물이다. 영국이 통치력을 행사했을 때도 해당한다. 유명한 거취자로는 스탠퍼드 래플스 경(Sir Stamford Raffles)과 허먼 윌리엄 댄들스(Herman Willem Daendels)가 있다.
1834년에 살라크 산의 분화로 인해 지진으로 피해를 받았고 이때 이후로 원래 3층 규모였던 것이 1층으로 축소되었다. 또 있을 지진에 대비하여
1870년에서 1942년까지 보고르 궁전은 네덜란드령 동인도의 총독의 공식 관저로 쓰였다. 인도네시아의 독립 이후 수카르노 대통령이 가장 좋아했던 궁전이라고 전한다. 하지만 이후 수하르토 대통령이 보고르 궁전의 정치적인 역할을 상당부분 격감 조치하였다.

## 구조
궁전의 부지에는 수많은 건물이 있다. 가장 큰 건물은 두 개의 부속건물을 거느리고 있다. 대통령의 사적인 공간으로 쓰이는 곳을 비롯해 장관과의 회의실, 식당, 극장, 영빈관 등이 자리하고 있다. 궁전 내에 궁전 직속 식물원이 있다.
궁전은 수카르노 대부터 축적해온 수많은 예술작품을 보관하고 있다. 네덜란드령 동인도 시절의 역대 총독들이 사냥을 하고서 놔두었던 점박이사슴의 박제품 등도 전해지고 있다.